# Laghi della Russia
Sul territorio della Russia ci sono oltre due milioni di laghi con una superficie totale di oltre 350mila km² (escluso il Mar Caspio). Le riserve totali di acque lacustri raggiungono i 26mila km³. La maggior parte dei laghi sono di origine glaciale.
Tra i laghi prevalgono quelli d'acqua dolce, ma vi sono anche quelli salati, il più grande dei quali (1 990 km²) è il lago Čany nella Siberia Occidentale.
Elenco dei laghi con più di 200 km² di superficie, in ordine decrescente:
|    | Lago                     | Suddivisione territoriale                               | Superficie (km²) |
| -- | ------------------------ | ------------------------------------------------------- | ---------------- |
| 1  | Mar Caspio               | Dagestan, Calmucchia, Oblast' di Astrachan'             | 371 000          |
| 2  | Bajkal                   | Buriazia, Oblast' di Irkutsk                            | 31 500           |
| 3  | Ladoga                   | Carelia, Oblast' di Leningrado                          | 17 703           |
| 4  | Onega                    | Carelia, Oblast' di Leningrado, Oblast' di Vologda      | 9 616            |
| 5  | Tajmyr                   | Territorio di Krasnojarsk                               | 4 560            |
| 6  | Chanka                   | Territorio del Litorale                                 | 4 190            |
| 7  | Lago dei Ciudi           | Oblast' di Pskov                                        | 3 555            |
| 8  | Uvs Nuur                 | Repubblica di Tuva                                      | 3 350            |
| 9  | Čany                     | Oblast' di Novosibirsk                                  | 1 990            |
| 10 | Bianco                   | Oblast' di Vologda                                      | 1 290            |
| 11 | Topozero                 | Carelia                                                 | 986              |
| 12 | Il'men'                  | Oblast' di Novgorod                                     | 982              |
| 13 | Chantajskoe              | Territorio di Krasnojarsk                               | 822              |
| 14 | Segozero                 | Carelia                                                 | 815              |
| 15 | Imandra                  | Oblast' di Murmansk                                     | 812              |
| 16 | Pjasino                  | Territorio di Krasnojarsk                               | 735              |
| 17 | Kulunda                  | Territorio dell'Altaj                                   | 728              |
| 18 | Pjaozero                 | Carelia                                                 | 659              |
| 19 | Vygozero                 | Carelia                                                 | 560              |
| 20 | Nerpič'e                 | Territorio della Kamčatka                               | 552              |
| 21 | Labaz                    | Territorio di Krasnojarsk                               | 470              |
| 22 | Krasnoe                  | Čukotka                                                 | 458              |
| 23 | Keta                     | Territorio di Krasnojarsk                               | 452              |
| 24 | Ubinskoe                 | Oblast' di Novosibirsk                                  | 440              |
| 25 | Pekul'nej                | Čukotka                                                 | 435              |
| 26 | Umbozero                 | Oblast' di Murmansk                                     | 422              |
| 27 | Vože                     | Oblast' di Vologda                                      | 416              |
| 28 | Kubenskoe                | Oblast' di Vologda                                      | 407              |
| 29 | Portnjagino              | Territorio di Krasnojarsk                               | 376              |
| 30 | Čukčagirskoe             | Territorio di Chabarovsk                                | 366              |
| 31 | Manyč-Gudilo             | Calmucchia, Territorio di Stavropol', Oblast' di Rostov | 344              |
| 32 | Bolon'                   | Territorio di Chabarovsk                                | 338              |
| 33 | Lača                     | Oblast' di Arcangelo                                    | 334              |
| 34 | Udyl'                    | Territorio di Chabarovsk                                | 330              |
| 35 | Mogotoevo                | Sacha-Jacuzia                                           | 323              |
| 36 | Lago Vodlozero           | Carelia                                                 | 322              |
| 37 | Lama                     | Territorio di Krasnojarsk                               | 318              |
| 38 | Orel'                    | Territorio di Chabarovsk                                | 314              |
| 39 | Kizi                     | Territorio di Chabarovsk                                | 281              |
| 40 | Melkoe                   | Territorio di Krasnojarsk                               | 270              |
| 41 | Kungasalach              | Territorio di Krasnojarsk                               | 270              |
| 42 | Syamozero                | Carelia                                                 | 266              |
| 43 | Kujto                    | Carelia                                                 | 257              |
| 44 | Bustach                  | Sacha-Jacuzia                                           | 249              |
| 45 | Pjuchjajarvi (Pyhäjärvi) | Carelia                                                 | 247              |
| 46 | Jarroto 1-e              | Circondario autonomo Jamalo-Nenec                       | 247              |
| 47 | Kronockij                | Territorio della Kamčatka                               | 242              |
| 48 | Sartlan                  | Oblast' di Novosibirsk                                  | 238              |
| 49 | Essej                    | Territorio di Krasnojarsk                               | 238              |
| 50 | Nerpič'e                 | Sacha-Jacuzia                                           | 237              |
| 51 | Vivi                     | Territorio di Krasnojarsk                               | 229              |
| 52 | Kovdozero                | Oblast' di Murmansk                                     | 224              |
| 53 | Keret'                   | Carelia                                                 | 223              |
| 54 | Teleckoe                 | Repubblica dell'Altaj                                   | 223              |
| 55 | Njuk                     | Carelia                                                 | 214              |
| 56 | Seliger                  | Oblast' di Tver'                                        | 212              |
| 57 | Lovozero                 | Oblast' di Murmansk                                     | 209              |
| 57 | Tikšeozero               | Carelia                                                 | 209              |
| 58 | Bol'šoe Morskoe          | Sacha-Jacuzia                                           | 205              |
| 59 | Šuryškarskij Sor         | Circondario autonomo Jamalo-Nenec                       | 203              |